# Datan

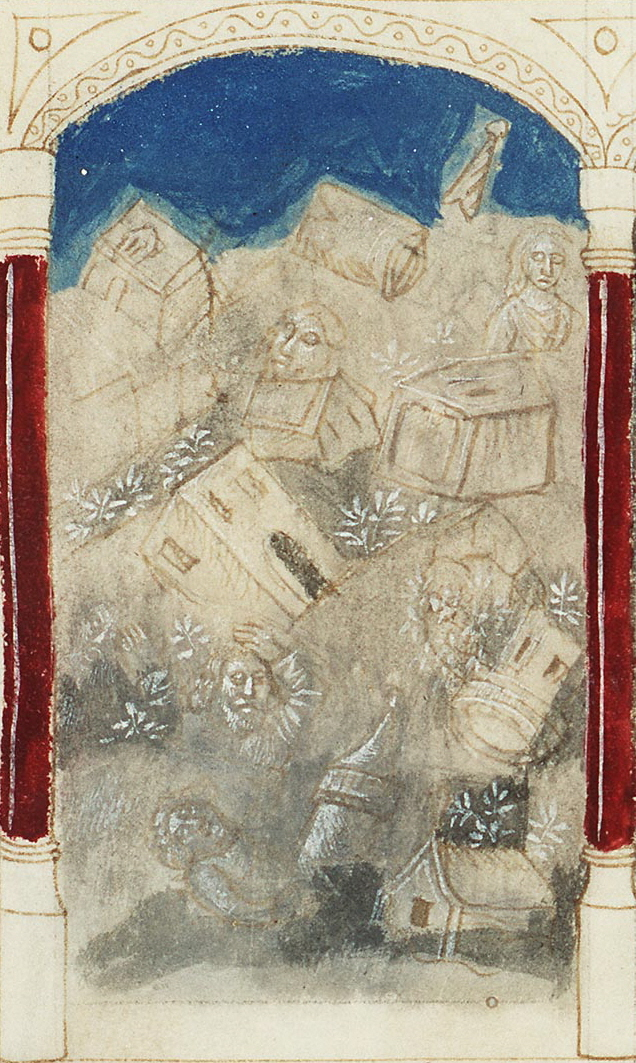
Datan en Abiram verslonden door de aarde uit een Biblia Pauperum, Meermanno Museum, MMW, 10 A 15

Datan (Hebreeuws: דתן) ook Dathan geschreven, was in de Hebreeuwse Bijbel een zoon van Eliab van de stam van Ruben, die met zijn broer Abiram betrokken raakte bij de opstand van Korach tegen Mozes en Aäron. Hij werd met zijn broer en alle medestanders van Korach verzwolgen door de aarde.